# 有田哲三
有田 哲三（ありた てつぞう、1949年10月21日 - ）は、山口県宇部市出身の元プロ野球選手（投手）。
実弟の有田修三も元プロ野球選手（捕手）。

## 来歴・人物
宇部商業高校では1年生の時から、1年上のエース・三原義昭（松下電器）の控えとして起用された。1965年秋季中国大会県予選決勝に進み、先発を任せられるが、早鞆高の坂本義雄に完封を喫する。早鞆高とともに秋季中国大会に出場。準決勝で邇摩高の岡田光雄に抑えられ敗退するが、翌1966年春の選抜大会への出場を決める。
春の選抜は準決勝まで勝ち進むが、同年に春夏連覇を達成する中京商に延長15回サヨナラ負け。この大会では三原が投げ切り、有田の登板機会はなかった。1967年の夏の甲子園山口県予選は準々決勝で久賀高に敗退、甲子園には届かなかった。三原以外のチームメイトに1年上の玉国光男、同期の安田泰一がいる。
1967年のドラフト会議で広島カープから8位指名されるが、入団を拒否。同じく東京オリオンズの指名を蹴った岡田光雄らとともに、松下電器へ入社する。
その後、ドラフト最終期限（1968年10月10日）前に広島に入団。1971年に一軍に上がる。1972年10月8日、ヤクルトアトムズを相手に、永本裕章をリリーフしプロ初勝利を挙げるが、その後は活躍の機会がなく1973年オフに引退した。
やや変則的な投法で、カーブを軸にスライダー、フォークも投げ分けた。

## 詳細情報

### 年度別投手成績
| 年 度     | 球 団     | 登 板 | 先 発 | 完 投 | 完 封 | 無 四 球 | 勝 利 | 敗 戦 | セ 丨 ブ | ホ 丨 ル ド | 勝 率 | 打 者 | 投 球 回 | 被 安 打 | 被 本 塁 打 | 与 四 球 | 敬 遠 | 与 死 球 | 奪 三 振 | 暴 投 | ボ 丨 ク | 失 点 | 自 責 点 | 防 御 率 | W H I P |
| --------- | --------- | ----- | ----- | ----- | ----- | -------- | ----- | ----- | -------- | ----------- | ----- | ----- | -------- | -------- | ----------- | -------- | ----- | -------- | -------- | ----- | -------- | ----- | -------- | -------- | ------- |
| 1971      | 広島      | 4     | 0     | 0     | 0     | 0        | 0     | 0     | --       | --          | ----  | 20    | 4.1      | 7        | 0           | 0        | 0     | 1        | 3        | 0     | 0        | 1     | 1        | 2.08     | 1.62    |
| 1972      | 広島      | 6     | 0     | 0     | 0     | 0        | 1     | 0     | --       | --          | 1.000 | 66    | 12.1     | 19       | 4           | 7        | 0     | 4        | 2        | 0     | 0        | 13    | 11       | 8.03     | 2.11    |
| 1973      | 広島      | 7     | 0     | 0     | 0     | 0        | 0     | 0     | --       | --          | ----  | 41    | 9.1      | 11       | 2           | 3        | 0     | 1        | 6        | 0     | 0        | 5     | 5        | 4.82     | 1.50    |
| 通算：3年 | 通算：3年 | 17    | 0     | 0     | 0     | 0        | 1     | 0     | --       | --          | 1.000 | 127   | 26.0     | 37       | 6           | 10       | 0     | 6        | 11       | 0     | 0        | 19    | 17       | 5.88     | 1.81    |

### 記録
- 初登板：1971年4月20日、対大洋ホエールズ4回戦（川崎球場）、8回裏に3番手で救援登板・完了、1回無失点
- 初勝利：1972年10月8日、対ヤクルトアトムズ25回戦（広島市民球場）、5回表1死から2番手で救援登板・完了、4回2/3無失点

### 背番号
- 56 （1969年）
- 33 （1970年 - 1973年）